# وورنون آنیتا
وورنون سن بنیتو آنیتا (پاپیامنتو: Vurnon San Benito Anita؛ زاده ۴ آوریل ۱۹۸۹) بازیکن فوتبال اهل هلند است.
وی همچنین در تیم ملی فوتبال هلند بازی کرده‌است.